# ألتي دانيلسين
ألتي دانيلسين (بالدنماركية: Atli Danielsen) (15 أغسطس 1983 بكلاكسويك في جزر فارو - ) هو لاعب كرة قدم دانمركي في مركز الوسط. شارك مع منتخب جزر فارو تحت 19 سنة لكرة القدم ومنتخب جزر فارو لكرة القدم. أما مع النوادي، فقد لعب مع بي36 توشهافن ونادي سوغندال لكرة القدم ونادي كلاكسفيك وFC Roskilde ‏ وبولدكلوبن فرم.

## وصلات خارجية
- ألتي دانيلسين على موقع الاتحاد الدولي (مؤرشف)  (الإنجليزية)
- ألتي دانيلسين على موقع الاتحاد الأوربي (الإنجليزية)
- ألتي دانيلسين على موقع قاعدة بيانات كرة القدم.إي يو (الإنجليزية)
- ألتي دانيلسين على موقع ناشيونال فوتبول تيمز (الإنجليزية)
- ألتي دانيلسين على موقع Soccerway.com (الإنجليزية)
- ألتي دانيلسين على موقع عالم كرة القدم.نت (الإنجليزية)